# Feniluretano
Il feniluretano (anche noto come euforina) è un carbammato.

## Usi

### Medicina
Antipiretico ed analgesico, poco tossico. In passato era impiegato contro la febbre tubercolare, contro il reumatismo articolare e anche nell'emicrania e nelle ischialgie, ma per l'incostanza e l'incertezza della sua azione non si è mai diffuso nella pratica clinica.
Storicamente ha trovato anche limitato impiego per usoesterno, come antisettico ed analgesico locale, nelle stomatiti, mughetto, scottature, ulcere veneree ed in generale nel trattamento di piaghe o di ferite dolorose.
Già nel 1890 veniva segnalato come "inferiore ad altri rimedi dello stesso tipo" e nel 1955, da uno studio su dei topi, è risultato cancerogeno.

## Sintesi
Il feniluretano può essere sintetizzato con una resa vicina al 100% mediante degradazione di Hofmann a partire da benzammide, con un intermedio fenilisocianato fatto reagire con etanolo.

## Avvertenze
Quando scaldato si decompone con svolgimento di fumi tossici di ossidi di azoto.